# 穆罕马迪亚
穆哈玛迪亚（阿拉伯语：‎，意为穆罕默德的信徒），又译为穆哈默迪亚、穆罕马迪亚等，是印度尼西亚的一个伊斯兰组织。该组织由阿末达兰于1912年在雅加达成立。最初只作为提倡伊智提哈德（对古兰经和圣训作出个人诠释，而不是如塔格利德一般接受由乌理玛提出的传统解释）的改革派社会宗教运动。近年来，该组织受到了瓦哈比派的影响。
目前，穆罕默迪亚拥有2900万会员，是印尼的第二大伊斯兰组织。虽然穆罕默迪亚的领导人和成员经常积极参与政治活动，但它并不是一个政党。它一直致力于社会和教育活动。

## 历史
1912年11月18日，日惹苏丹王宫官员阿末达兰在日惹市建立了穆哈默迪亚，这个运动建立的背后有一些动机，其中重要的是穆斯林社会的落后和基督教的渗透。深受埃及改革派人物穆罕默德·阿布都影响的阿末达兰认为，融合实践里的宗教现代化和净化对于宗教改革来说是非常重要的。因此，从一开始穆哈默迪亚就十分注重独一性，并在社会中改进一神论。
从1913年到1918年，穆哈默迪亚设立了5所伊斯兰学校。1919年，又设立了一所伊斯兰高中。在建立学校的过程中，穆哈默迪亚受到了至善社（二十世纪上半叶印尼的一个重要民族主义运动，会做出向外提供教师等形式的教育活动）莫大的帮助。穆哈默迪亚通常会避开政治。不同于与其类似的组织伊斯兰教士联合会，它并没有形成一个政党。自成立以来，就一直致力于教育和社会活动。
到了阿末达兰去世两年后的1925年，即使已建成55所学校，并在泗水和日惹拥有两间诊所的穆罕默迪亚也只有4,000名成员。在阿卜杜·卡里姆·阿穆鲁拉将该组织介绍到米南加保人的穆斯林社区后，穆哈默迪亚有了迅速的发展。1938年，组织声称拥有250,000名会员，管理834座清真寺，31座图书馆，1774所学校和7,630名乌理玛。米南加保商人将组织推广到了印尼全国。
在1965至1966年政局动荡时期期间，该组织声称九三〇运动和印尼共产党的灭亡构成了圣战，该观点被其它伊斯兰组织所赞同。在1998年印尼革命期间，穆哈默迪亚的一些部门敦促领导层使其成为政党。然而，这些包括前总主席阿敏赖斯在内的支持成立政党的人成立了国民使命党。尽管获得了穆罕默迪亚成员的巨大支持，该党与穆罕默迪亚没有官方间的关系。穆罕默迪亚的领导人声称他的组织有自由来选择与有着共同价值观的政党结盟。
如今，拥有2,900万成员的穆哈默迪亚成为继伊斯兰教士联合会后印尼的第二大穆斯林组织。

## 教义
穆罕默迪亚的核心教义是逊尼派。运动的主要目标是提高人们的道德责任感，净化他们对真正伊斯兰教的忠诚。相对于在宗教学校里由乌里玛授予的伊斯兰教法中的传统作法，它强调作为对宗教信仰和实践进行诠释有着合法基础的古兰经和圣训在伊斯兰教法中的权威地位。
穆罕默迪亚强烈反对综摄。在印度尼西亚，伊斯兰教与万物有灵论（精神崇拜）以及遍布乡村的印度教佛教思想相结合。此外，穆罕默迪亚反对苏菲主义允许苏菲领导者（谢赫）作为穆斯林正式权威的传统。
2006年，在印尼伊斯兰学者理事会会长丁·山苏丁的领导下，据称其已“大幅朝向更保守的伊斯兰教派转变”。

## 活动

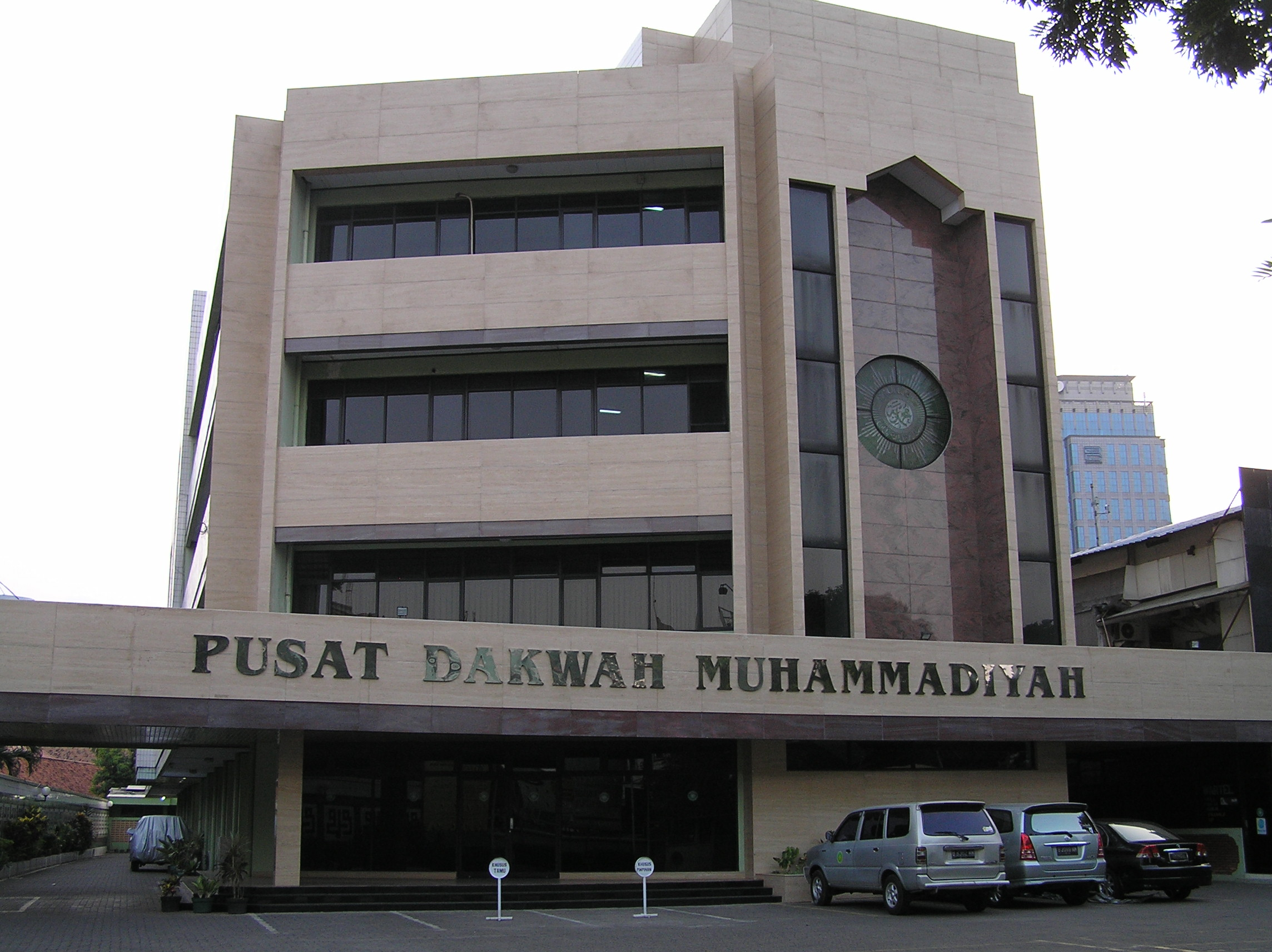
雅加达穆罕默迪亚总部

穆罕默迪亚以穆斯林改革派组织而闻名。其主要活动为宗教和教育，以现代形式建立伊斯兰学校，伊斯兰经学院除外。其中的一些学校还向非穆斯林开放。它也充当了慈善机构的角色。如今，它在印度尼西亚拥有几百个医疗诊所和医院。

## 组织
其总部发源于日惹。1970年，处理教育、经济、卫生和社会福利事务的委员会迁往了首都雅加达。

## 穆罕默迪亚大学
穆罕默迪亚在数个省份拥有以穆罕默迪亚为名的大学。
- Muhammadiyah University of 瑪琅  （页面存档备份，存于）
- Muhammadiyah University of Yogyakarta（英语：Muhammadiyah University of Yogyakarta）  （页面存档备份，存于）
- Muhammadiyah University of Surakarta（英语：Muhammadiyah University of Surakarta）  （页面存档备份，存于）
- Muhammadiyah University of 普禾加多  （页面存档备份，存于）
- Muhammadiyah University of Makassar（英语：Muhammadiyah University of Makassar）  （页面存档备份，存于） Unismuh（英语：Unismuh）
- Muhammadiyah University of Magelang（英语：Muhammadiyah University of Magelang）  （页面存档备份，存于） UMMGL（英语：Muhammadiyah University of Magelang）
- Muhammadiyah University of 三寶瓏
- Muhammadiyah University of Metro, Indonesia（英语：Metro, Indonesia）
- Muhammadiyah University of 巨港
- Muhammadiyah University of 明古魯省
- Muhammadiyah University of 西苏门答腊省
- Muhammadiyah University of 北苏门答腊省
- Muhammadiyah University of 亞齊特區
- Muhammadiyah University of 井里汶
- Muhammadiyah University of 勿加泗
- Muhammadiyah University of Purworejo（英语：Purworejo）
- Muhammadiyah University of 泗水 (印尼)
- Muhammadiyah University of Sidoarjo（英语：Sidoarjo）
- Muhammadiyah University of Gresik（英语：Gresik）
- Muhammadiyah University of Jember（英语：Jember）
- Muhammadiyah University of 古邦
- Muhammadiyah University of 德那第
- Muhammadiyah University of 哥倫打洛市
- Muhammadiyah University of 雅加达
- Muhammadiyah University of Prof. Dr. HAMKA（英语：Hamka）
- Ahmad Dahlan University of Yogyakarta
- Muhammadiyah University of Parepare
- Muhammadiyah University of 蘇加武眉
- Muhammadiyah University of 坤甸